# Округ Макинтош (Северна Дакота)
Округ Макинтош (енгл. McIntosh County) је округ у америчкој савезној држави Северна Дакота.

## Демографија
По попису из 2010. године број становника је 2.809, што је 581 (-17,1%) становника мање него 2000. године.
| Група             | 2000.         | 2010.         |
| Белци             | 3.329 (98,2%) | 2.725 (97,0%) |
| Афроамериканци    | 0 (0,0%)      | 6 (0,2%)      |
| Азијати           | 10 (0,3%)     | 11 (0,4%)     |
| Хиспаноамериканци | 28 (0,8%)     | 38 (1,4%)     |
| Укупно            | 3.390         | 2.809         |